# Підтримане проживання
Підтримане проживання, або проживання з підтримкою є комплексом ряду послуг і умов проживання в громаді, розроблених для осіб з особливими потребами та їхніх сімей, щоб підтримати громадян з різними формами інвалідності в досягненні або підтриманні їхньої незалежності (див. незалежне життя) в їхніх місцевих громадах. Проживання з підтримкою має вже тривалу історію в одних країнах (як наприклад, США) та лише починає розвиватись на окремих прикладах в інших (як наприклад в Україні). У США програми проживання з підтримкою вважаються життєво важливою послугою або програмою проживання в громаді та фінансуються секторально в партнерстві між федеральним, штатним і місцевим рівнями.

## У Сполучених Штатах
Проживання з підтримкою було визначено різними способами в США, включаючи ранню концептуалізацію в Нью-Йорку як інтегроване проживання в квартирі та одне раннє визначення в штаті Орегон:
«Підтриманим проживанням вважається така програма, коли люди з інвалідністю проживають за вибором там, де і з ким вони хочуть, скільки завгодно довго, з постійною підтримкою, необхідною для забезпечення цього вибору».
«Проживання з підтримкою...елегантне у своїй простоті. Людина з інвалідністю, яка потребує довгострокової організованої допомоги, що фінансується з державного бюджету, звертається до агенції, роль якої полягає в тому, щоб організувати або надати будь-яку допомогу, необхідну для того, щоб людина жила в гідних умовах у безпечному власному домі».
Як форма розвитку життя в громаді, проживання з підтримкою стало ототожнюватися з певними підходами до послуг і громади, включаючи ініціативи щодо власного дому. Ці послуги передбачали розуміння «формальної» та «неформальної підтримки» (та їх взаємозв'язку), а також зміни від підходів «групового мислення» (наприклад, десять закладів проміжної допомоги на 15 осіб у кожному) до планування послуг для особи, разом із особою-потенційним клієнтом. Наприклад:
«Підтримане проживання — це рух у сфері інтелектуальних та розвиткових порушень з метою надання послуг підтримки в звичайному житлі для дорослих з особливими потребами. Послуги прямої підтримки можуть надаватися оплачуваним персоналом, включаючи сусідів по кімнаті або квартирантів, оплачуваних сусідів, людей найнятих для обслуговування, допоміжного працівника або особистого асистента, а також більш традиційного персоналу через агентство та постійного і позмінного (проживаючого) персоналу. Професіонали, друзі, родини та інша «неформальна підтримка» також враховуються і можуть допомогти людям жити в іхніх місцях проживання. Підтримане роживанні може бути поєднане з рухом за гідне, доступне фінансово та у фізичному плані житло».
Підтримуване проживання в США має численні відомі зразки, зокрема:
- Розвиток категорії обслуговування в громаді для людей, які вважаються здатними до більш незалежного життя (також відомого як напівнезалежне життя)[10][11].
- Як головна реформаторська ініціатива в США, спрямована на надання більшого вибору, більш інтегрованих і більш регулярних будинків і квартир для людей з «найважчими вадами»[6][12].
- У рамках організаційних досліджень протягом цього періоду (тобто програм, агенцій і, певною мірою, державних, регіональних і окружних систем), включаючи різноманітні програми підтримки сімей дітей з особливими потребами і підтриманого проживання для дорослих[13][14].
- Як державна реформа та розвиток підходу до підтриманого проживання із залученням нових структур обслуговування, розробки програм та фінансування[15][16].
- Як федеральна ініціатива щодо визначення та фінансування підтриманого проживання (а також послуг і підтримки, таких як особистий догляд, догляд для перепочинку (respite care), пристосування середовища, ведення випадків, послуги по дому, послуги супроводу, кваліфіковані медсестри, інструктор з підтриманого проживання)[17][18].
- Як надавачі послуг, постачальники і агентства, враховуючи їхній організаційний розвиток (наприклад, лідерство, особистісно орієнтовані, індивідуальні та гнучкі послуги підтримки)[19][20][21].
- Як частина руху до прямої підтримки професійних і громадських працівників у США та інших країнах, таких як Канада[22][23].
- Як батьки та самі користувачі послуг (мешканці) оцінюють послугу підтриманого проживання, будинки та служби підтримки, а також як зв'язок із зусиллями із відстоюванням власних інтересів (self-advocacy) в різних штатах США[24][25].
- Як зв'язок із самостійним життям і як підтримане проживання в громаді для «особливих груп населення» або осіб, які «вважаються такими, що потребують інституційних умов», включаючи будинки престарілих[26][27].

### Еволюція поняття
Підтримане проживання також розвивалося в різних напрямках у США, два з яких включали розширення концепцій проживання в громаді в новій парадигмі спільноти: членства в громаді, підтримки та розширення можливостей, перетворення з інституційного обслуговування на парадигму громади, особистісно-орієнтованого планування, відродження громади (і активів сусідства), а також зміни системи послуг проживання, домівки та персональну допомогу та підтримку в якісному житті в громаді. Підтримане прожиавння було союзником незалежного життя, щоб гарантувати, що особливі групи населення також можуть отримати переваги послуг і концепцій НЖ.

#### Участь громади
По-перше, частина органів управління (наприклад, федеральне фінансування, керівники штатів, постачальники послуг-агентства, мережі поширення знань) повернулися до розширеної концепції «життя в громаді», заснованої на нових концепціях і практиках «громадської участі».  Підтримане проживання, пов'язане з концепціями інтегрованого відпочинку, інклюзивної освіти з можливостями спільноти, членства в громаді, самовизначення, «засівання громади», «особисто-орієнтованою» та персоналізованою підтримкою. Це призвело до появи таких проектів, як «Проект громадських можливостей» Ради з питань розвиткової інвалідності Луїзіани, який базувався на таких ролях і стосунках: модельна особа, Пол, у ролях парафіянина, статевого партнера, члена оздоровчого клубу, доброго сусіда, постійного відвідувача Fred's Country Western і кафе, а також як самоадвоката із загальнодержавним визнанням.

#### Підтримуюче проживання
По-друге, концепція підтримувального проживання була розширена з категорії послуг житлової програми (тобто модель програми на основі закладу з комплексними послугами), щоб подолати розрив у бік концепції незалежного життя на проживання та послуги персональної допомоги (фінансується за рахунок охорони здоров'я), концепція звичайних будинків із наявністю «послуг інтенсивної підтримки» (особливі групи населення, «важка інвалідність»),  «діапазон послуг підтримки громади» (наприклад, консультування в громаді,  персоналу рекреаційної підтримки), гідне життя в громаді (наприклад, працевлаштування в громаді, фінансова безпека), а також принципи спільноти та самовизначення/вибору.
Ця системна зміні в роботі агентств базувалася на визначенні провідної практики організацій, що підтримують людей з інвалідністю в громаді, включаючи наступні компоненти розробки програм: розмежування послуг проживання та підтримки, володіння житлом та оренда, індивідуальна та гнучка підтримка та індивідуальний вибір. Цей дизайн програми потребує «координації послуг/управління справами/посередника послуг/фасилітатора підтримки»,   «індивідуалізованого фінансування» (гроші за людиною) та «особисто-орієнтованого підходу до планування та підтримки». Ця основа була використана при розробці особистісно-орієнтованого курсу в громадських службах  і цей підхід прийнятий в академічних та професійних колах, від докторантів університетів до випускників, і він базується на підтримці/живому житті.

#### Житло та «власні домівки»
Загалом, незважаючи на те, що увага залишалася на перетворенні житла людей на «власні будинки», що стало федеральною ініціативою також вивчати інші варіанти житла та підтримки на місцевому рівні.
На рівнях конфігурації послуг і планування програм було використано дослідницьке кейс-стаді на основі кількох кейсів, щоб дослідити п'ять визначених характеристик підходу «житло та підтримка»: відокремлення житла та підтримки, «власність житла», включаючи оренду, кореляцію серед оцінок, індивідуального планування та індивідуального фінансування, а також гнучких та індивідуальних послуг підтримки та вибору. Окремі розробки відбувалися щодо послуг особистої допомоги, які почалися з руху за незалежне життя, очолюваного такими лідерами, як шановна Джудіт Е. Гойман і покійний Ед Робертс; він залишається актуальним і сьогодні (Наприклад, Центр служб персональної допомоги в США при Університеті штату Сан-Франциско, Каліфорнія; потім Центр реабілітаційних досліджень і навчання Центру служб персональної допомоги Всесвітнього інституту інвалідності, 1990).
Дослідження державної політики в Південній Дакоті вивчало взаємозв'язок змін у державних системах, необхідних для переходу до повного спектру стандартних варіантів житла та підтримки від поточного дизайну послуг на основі об'єктів у порівнянні з модифікацією поточних структур невеликих квартир/будинків, таких як ті, що в Коннектикуті. Не всі заклади пішли на такого типу трансформації систем у США, хоча у плані звітності частіше йдеться про власні будинки, послуги персональної допомоги та підходи до підтримувального життя, включаючи понад 189 000 учасників двох останніх категорій.
У 2013 році Роберт Аґранофф повідомив у «Огляді державного управління», що провідні державні системи в США (у випадках порушень  інтелектуального розвитку та порушень розвитку) вказують на 80-90% переходу від великої інституційної системи до невеликих, розосереджених громадських будинків і послуг у громаді. Ці зміни були засновані на зусиллях штатів, які включали значні організаційні зміни в секторі НУО (некомерційних установ) (наприклад, Fratangelo, 1994), а також із мінливістю державної політики, департаментів і фінансування штатів (наприклад, Бреддок, Hemp & Rizzolo, 2008).

## Стандарти підтримки спільноти в США
Підтримуване життя в США є важливим рухом у контексті десятиліть федеральної політики, іноді через опір, щодо послуг підтримки громади в громадах по всій країні як частини інтеграції громади, участі громади, незалежного життя та інклюзії. Цей рух супроводжувався сильним наголосом на самовизначенні, що бере свій початок у сфері реабілітації в 1950-х роках, а також в освіті в 2000-х роках.
У 1990-х роках цей рух наголошував на стандартах кваліфікації персоналу, включно з працівниками безпосереднього обслуговування, яких називали «надавачами людських послуг» (human service workers) та їхніми «комунальними менеджерами» (2013, Департамент статистики праці). У 2013 році завдяки розробці послуг, орієнтованих на споживачів, у цих галузях стандарти освіти та навчання дедалі частіше переглядалися в контексті нової "робочої сили прямої підтримки" США та центрів Medicaid і Medicare.

## Життя в громаді
Термін «життя в громаді» був результатом розвитку «послуг із проживанням» у громадах у США (наприклад, Wolfensberger, Racino, Bersani, Nisbet, Taylor, and Bogdan of Syracuse University, Graduate Studies in Education, 600), і відхід від розвитку інституційних закладів. У рамках цього розвитку та зростання з'явилися різні типології цих послуг, починаючи з групових будинків, квартир з персоналом, прийомних сімей, а потім різноманітних нових та інноваційних послуг, таких як раннє втручання, служби підтримки сім'ї, підтримане проживання та «супутні послуги». (наприклад, підтримка зайнятості, підтримка житла). Сьогодні життя в громаді може включати понад 43 типи проживання (наприклад, Pynoos, Feldman & Ahrens, 2004), включаючи пансіонати та будинки догляду, будинки особистого догляду, будинки для престарілих, незалежні житлові будинки, допоміжне життя та володіння житлом, сімейний догляд, послуги персональної допомоги, медичні будинки, а для людей похилого віку – житлові будинки для людей похилого віку.

## У Великій Британії
Житло з підтримкою – це термін, наданий місцевою владою Сполученого Королівства для охоплення ряду послуг, розроблених для того, щоб допомогти громадянам з обмеженими можливостями зберегти свою незалежність у своїй місцевій громаді.
Раніше житло та підтримку зазвичай надавалися благодійною організацією або місцевою радою. Тепер люди з розумовими та фізичними вадами можуть жити у власному домі та отримувати особисту підтримку від іншої організації або найняти особистого помічника (оплачуваного відвідувача або опікуна, який живе вдома).
Станом на 2009 рік уряд Великої Британії очікував, що «місцеві ради нададуть людям з вадами навчання справжню можливість вибору між варіантами житла, догляду та підтримки, які включають:
- Підтримане проживання.
- Невелике звичайне житло.
- Сільські або спеціальні громади. " (с. 73)

У секторі досліджень і розробок Сполучене Королівство є лідером у розробці житлових будинків із підтримкою та групових будинків, а також у концепції та практиці, що називається активною підтримкою як частиною інтеграції громади.
«Підтримане проживання» у звіті «Цінування людей у 21 столітті» визначило цей підхід як: «стурбований розробкою послуг відповідно до конкретних потреб і побажань окремих осіб і менш імовірно призведе до житла та підтримки, розробленої навколо спільного життя. Департамент дослідження охорони здоров'я показав, що підтримане життя пов'язане з тим, що люди мають більший загальний вибір і ширший спектр громадської діяльності». (с. 73)

### Команди у Великій Британії
Місцеві команди з підтримки проживання можуть порадити, яке житло з підтримкою доступне в будь-якій місцевості. Інша допомога може включати:
- особистого помічника або інші послуги з догляду[81]
- Прямі виплати[82] для оплати приватних послуг догляду
- засоби пересування
- домашні адаптації
- безпеку
- оператора екстреної допомоги
- страви на колесах.

## В Україні
Станом на 2010 рік в Україні згідно державних стандартів, в одному закладі такого типу могло проживати від 200 осіб і більше. В той же час, від працівників подібних закладів не вимагається і відповідно їм не надається відповідної підготовки, а їх кількість недостатня порівняно з потребами мешканців цих закладів. Особи з неповносправністю мають невеликий вибір – жити з батьками, поки вони живі, або йти до інтернату чи старечого дому.
У Києві кілька років існує міні-гуртожиток для 20 осіб із розумовою відсталістю, створений як експеримент у межах київської муніципальної програми «Турбота». Його ініціювала батьківська громада Благодійного товариства «Джерела» (керівник Р. І. Кравченко), а фінансували зі спонсорських коштів за підтримки міста. У 2009 цьому році, завдяки самовідданому лобіюванню батьків дітей з розумовою відсталістю, установі вдалося отримати статус міської. Однак цей гуртожиток призначений для осіб з розумовою відсталістю, які себе обслуговують, тобто для проживання осіб з незначними вадами. Об'єднавши навколо себе батьківські організації з усієї україни, «Джерелам» вдалося затвердити на державному рівні модель установи постійного та тимчасового перебування для осіб з розумовими вадами.

## Міжнародна співпраця
Як написала Лінда Вард (1995) у своєму відредагованому тексті «Цінності та бачення: зміна ідей у сфері послуг для людей із труднощами в навчанні», «недоліки «моделі групового дому» були визнані раніше в США, ніж у Великій Британії. ." (с. 12). За її словами, ці зміни були багато задокументовані Racino, Walker, O'Connor і Taylor (1993). У записах під час пілотних проектів у дев'ятьох штатах федеральним урядом про організацію життя за підтримки громади в США, вона відзначила велику міжштатну мінливість у тому, що це таке, і визначила основні принципи в національному організаційному дослідженні 1991 року (розділення житла та підтримки, одна особа за раз, повний вибір і контроль користувача, нікого не відмовляючи, і зосередженість на стосунках із максимальним використанням неформальної підтримки та ресурсів спільноти). Для порівняння, приблизно в той самий час, Пол Вільямс (1995) визначив послуги проживання, доступні у Великій Британії, включаючи спільне життя, гуртожитки, будинки з персоналом, самотнє проживання, житло, сімейне розміщення, групові будинки, проживання з сім'ями, короткочасний догляд, лікарні та сільські громади, серед іншого.
Однією з найважливіших ініціатив 1980-х і 1990-х років щодо будинків і життя в громаді у Сполученому Королівстві була впливова стаття «Звичайне життя», яка була поширена в США через відомого дослідника Девіда Товелла, тодішнього представника King's Fund та Команда національного розвитку Великої Британії. Одна з його книжок «Звичайне життя на практиці»  була поєднана з його стратегічною основою принципових національних змін. У великій книзі (1988) Річард Бразил і Нан Карл описують звичайне домашнє життя, Лінда Вард описує розвиток можливостей для звичайного спільного життя, Пол Вільямс і Алан Тайн цінують розвиток послуг (на основі нормалізації), Вольф Волфенсберґер, Аліса Етерінгтон, Кевен Голл і Емма Вілан як користувачі послуг, Філіппа Рассел про дітей і сім'ї, Ян Портерфілд про постійну роботу,  Джеймс Менселл про навчання, Девід Товелл про управління стратегічними змінами та Роджер Бланден про забезпечення якості, серед іншого.
У 2013 році чинною системою є інклюзивне та житєздатне житло та громади, схоже як у США, так і у Великій Британії стабільно у всьому світі. У 2017 році ці ініціативи щодо залучення обговорювалися у зв'язку з теоріями інтеграції громади в Американському товаристві державного управління в Атланті, штат Джорджія. (Racino, Rolandi, Huston, & Begman, 2017).
Хоча канадці зазвичай рідше вживають термін «підтримане проживання», який є актуальним у США, у Канаді також ряд організацій  були партнерами в громадському русі, який включав «перерозподіл деяких коштів на підтримку та послуги для варіантів життя в громаді» (Prince, 2002). Північні країни, Нова Зеландія та Австралія, як називають в історичних текстах рух за деінституціоналізацію, були першими партнерами у розвитку послуги підтриманого проживання в громаді.